# LG V60 ThinQ
LG V60 ThinQ(LG V60 씽큐)는 LG전자가 설계하고 제조한 안드로이드 스마트폰이며, LG V 시리즈의 7번째 메인 모델이자 2020년형 모델이다. 2020년 2월 25일 코로나19 범유행으로 인해 MWC 2020이 취소됨에 따라 LG전자는 본래 계획되어 있었던 공개행사를 취소했다. (LG전자는 MWC의 개최 취소 결정이 내려지기 전에 참관 기업 최초로 불참 선언을 했다.) 대체 행사를 개최하겠다는 발표와는 달리, 2020년 2월 27일 자사의 유튜브 채널을 통해 2분 분량의 소개 영상을 개재하며 LG V60 ThinQ를 정식공개했다. 전작인 LG V50S ThinQ와 마찬가지로 전용 액세서리인 LG 듀얼 스크린을 통해 2개의 화면으로 사용할 수 있는 멀티테스킹 기능을 사용할 수 있다. LG 듀얼 스크린은 여전히 원할 때마다 탈부착해서 사용하는 방식이며, V60에는 LG V 시리즈 최초로 스타일러스 펜을 지원한다. 그러나, 전작인 LG V50 ThinQ와는 달리 국내 시장에는 프리미엄 제품 대신 매스 프리미엄 제품에 집중하겠다는 전략으로 인해 국내 시장에 출시되지 않고 북미, 일본 등의 해외 시장에만 출시되었다. 또한 LG전자가 스마트폰 사업을 철수하면서 LG V 시리즈가 6년의 막을 내리며 LG V 시리즈의 마지막 본가 모델이 되었다.

## 운영 체제 / 소프트웨어 업데이트 내역

### 안드로이드 10
LG V60 ThinQ는 안드로이드 10을 기본으로 탑재하고 출시되었다. 소프트웨어는 LG UX 9.0이 적용되었다. 현재는 안드로이드12가 적용되어있다

## 기능

### 디스플레이

#### 뉴 세컨드 스크린
과거 LG V10과 LG V20에서 선보였던 세컨드 스크린을 게승한 노치 디자인의 디스플레이이다. 다만, 기존의 세컨드 스크린 같은 기능들이 적용되지 않았다. 전작인 LG V50 ThinQ 대비 상단의 좌우 베젤과 노치의 크기가 줄어든 물방울 노치 디자인이 적용되었다. 이로 인해 기존의 19.5:9 화면비에서 20.5:9로 늘어났고, 본체가 좀 더 길어졌으며, 6.8인치 디스플레이로 크기가 더 커졌다. 여전히 노치 디자인에 거부감을 느끼는 사람들을 위해 상단부 노치의 좌우 빈 공간을 원하는 색상으로 가릴 수 있는 사용자 색상 모드를 지원한다. 사용자가 고를 수 있는 색상은 검정, 회색, 그라데이션, 무지개 색 등이 있다. 다만, 사용자 색상 모드는 기본 홈화면이나 LG 앱에서만 적용이 가능하다.

### 오디오

#### Hi-Fi Quad DAC
DAC(Digital to Analog Converter)은 디지털 신호를 사람이 들을 수 있는 아날로그 신호로 변환해주는 장치이다. 쿼드 DAC는 디지털 신호의 잡음을 최대 50%까지 감소시켜서 원음에 가까운 소리를 낼 수 있게 해 준다. ESS 사의 Sabre 쿼드 DAC가 적용되었으며, 전작과 동일하게 24비트는 물론, 32비트 음원을 재생할 수 있다.

#### DTS:X 입체 음향
LG전자는 오디오 전문 기업인 엑스페리와의 독점 파트너쉽을 통해 영화, 음악 등을 감상할 때 더 생생한 소리를 들을 수 있는 DTS:X 3D 입체 음향 기능을 지원한다. 와이드, 왼쪽, 오른쪽 총 3가지의 모드로 설정할 수 있으며 이어폰을 끼면 최대 7.1 채널의 입체 음향을 들을 수 있다. 이어폰을 끼지 않고 스피커로 소리를 들을 때에도 3D 입체 음향을 느낄 수 있다. 전용 콘텐츠뿐만 아니라 기본 음악 앱이나 비디오 앱 이외에도 어떤 콘텐츠의 종류에 상관없이 입체 음향 설정을 적용할 수 있다.

### 기타
전작인 LG V50 ThinQ에 이어서 일체형 배터리가 적용되었다.1.5m 수심에서 30분까지 작동할 수 있는 IP68 등급의 방수방진이 채택되었다. 미군에서 진행하는 내구성 테스트인 MIL-STD 810G 통과 인증을 받았다. Qi 표준 무선 충전을 지원한다. 퀄컴 사의 퀵차지 4+를 적용해 고속 충전도 지원한다.

#### LG 페이
LG 페이는 2017년 6월 1일부터 추가된 LG전자의 모바일 결제 서비스이다. 2019년, LG G8 ThinQ를 기점으로 북미 시장에 상륙했다. 경쟁 중인 서비스는 애플 페이와 삼성 페이이며, 결제 방식으로는 NFC (근거리 무선 통신)와 MST (마그네틱 보안전송) 방식을 지원한다.

#### 생체인식
전작인 LG V50S ThinQ와 마찬가지로 화면내장 지문인식을 지원한다. 다만, 삼성 갤럭시 S10 시리즈와 삼성 갤럭시 노트10 시리즈에 탑재된 초음파 지문인식 센서가 아닌 갤럭시 A 시리즈에 탑재된 광학식 지문인식 센서를 사용했다. 그리고 전작들이 지원하는 패턴, 노크온, 음성인식을 모두 지원한다. 다만, LG전자 측에서는 전작들과 마찬가지로 보안이 취약할 수 있기 때문에 패턴, 노크온, 지문인식을 사용하길 권장했다.

## 색상
- 클래시 화이트
- 클래시 블루
- 더 블랙

## 같이 보기
- LG V 시리즈
- LG V50 ThinQ
- LG V50S ThinQ
- LG VELVET

## 경쟁 기종
- 삼성 갤럭시 S20 5G
- 삼성 갤럭시 S20 플러스 5G
- 삼성 갤럭시 S20 울트라 5G
- 아이폰 11 프로
- 아이폰 11 프로 맥스